# Bradnopodjezični mišić
Bradnopodjezični mišić (lat. musculus geniohyoideus) je parni mišić prednjeg dijela vrata. Mišić je trokutast, a inervira ga podjezični živac (lat. nervus hypoglossus). 

## Polazište i hvatište
Mišić polazi s donje čeljusti (točnije s donje kvržice spine menatalis) i hvataju se na prednju stranu jezične kosti.